# Percy Legard
Pour les articles homonymes, voir Legard.
Percy Legard, né le 17 juin 1906 et mort le 16 février 1980, est un coureur britannique de combiné nordique et pentathlon moderne.
Percy Legard a participé aux Jeux olympiques d'été et d'hiver. Il est l'un des trois sauteurs à britanniques, avec Guy Nixon et Colin Wyatt à avoir dépassé les 50 mètres en saut à ski.
Lors de la seconde guerre mondiale, il fait partie des Commandos.

## Biographie

### Enfance
Percy Legard est né le 17 juin 1906 à Saltash d'un officier de la marine anglaise et une mère suédoise,. Percy Legard passe la majorité de son enfance en Suède où il apprend le ski. Il retourne ensuite en Angleterre afin d'étudier au Collège militaire royal de Sandhurst.

### Carrière sportive
En 1929, il remporte le championnat de Grande-Bretagne de saut à ski disputé à Saint-Moritz. Il est l'un des trois sauteurs à britanniques, avec Guy Nixon et Colin Wyatt à avoir dépassé les 50 mètres en saut à ski. Les trois athlètes participent aux championnats du monde de ski nordique 1931 disputé à Oberhof. Percy Legard participe également aux championnats du monde en 1934.
Après les championnats du monde de ski nordique de 1931, il s'entraîne pour le pentathlon moderne des Jeux olympiques d'été de 1932. Il termine 8e après avoir notamment remporté le cross de 4 kilomètres. Il termine 19e à Berlin quatre ans plus tard toujours en pentathlon moderne. En 1936, il participe également aux jeux olympiques d'hiver à Garmisch-Partenkirchen en combiné nordique. Il réalise l'un des plus mauvais temps en ski de fond mais il réussit un bon concours de saut avec notamment un saut à 45 m. Il se classe 45e et il est toujours le seul britannique à avoir participé à ce sport aux jeux olympiques.

### Seconde guerre mondiale et après-guerre
Lors du début de la seconde guerre mondiale, il fait partie du 5th Royal Inniskilling Dragoon Guards. Au début de la guerre, il fit partie de la British Expeditionary Force mais l'armée des alliées n'arrivent pas à faire face à l'armée allemande. Contraint de quitter la France, il retourne en Grande-Bretagne. Il se porte volontaire pour diriger le No. 4 Commando qui est chargé de mener des raids en Europe occupée. Il est nommé Lieutenant-colonel et il dirige l'unité de commandos. Cette dernière part en traînement à Weymouth puis en Écosse. Finalement, Percy Legard réintègre le 5th Royal Inniskilling Dragoon Guards et il arrive en Normandie peu après le débarquement. Il a combattu à travers la France, la Belgique, les Pays-Bas et l’Allemagne avec la 7e division blindée. Il est à Hambourg lors de la capitulation de l’Allemagne en mai 1945.
En 1948, il participe au pentathlon d'hiver qui est un sport de démonstration lors des Jeux olympiques d'hiver de 1948. En 1949, il participe au premier Concours complet de Badminton mais il doit abandonner.

### Vie familiale
Percy Legard se marie avec Gertrude Kate Thomson le 5 juin 1934. Ils ont trois enfants: Sarah Anthea, né 1939, Dinah Annabel en 1941 et Lavinia Anlaby en 1944.
Sa femme meure en 1969 et Percy Legard en 1980.

## Résultats

### Jeux olympiques d'été
| Épreuve / Édition  | Épreuve / Édition  | Los Angeles 1932 | Berlin 1936 |
| ------------------ | ------------------ | ---------------- | ----------- |
| Pentathlon moderne | Pentathlon moderne | 8e               | 19e         |

### Jeux olympiques d'hiver
| Épreuve / Édition  | Épreuve / Édition  | Garmisch-Partenkirchen 1936 | Saint-Moritz 1948 |
| ------------------ | ------------------ | --------------------------- | ----------------- |
| Combiné nordique   | Combiné nordique   | 45e                         | -                 |
| Pentathlon d'hiver | Pentathlon d'hiver | -                           | 10e               |

### Championnats du monde de ski nordique
| Épreuve / Édition | Épreuve / Édition | Oberhof 1931 | Solleftea 1934 |
| ----------------- | ----------------- | ------------ | -------------- |
| Combiné nordique  | Combiné nordique  | 45e          | Abandon        |
| Ski de fond       | 18 km             | 56e          | 113e           |
| Saut à ski        | Saut à ski        | 42e          | 65e            |